# Braillex
Braillex es un proyecto realizado por la Escuela de Educación Técnica N.º 6 de La Matanza, Buenos Aires, Argentina, con el fin de integrar y facilitar a las personas no videntes el uso de una computadora, mediante un teclado adaptado en Braille y un software desarrollado por la institución.

## Historia
Este proyecto nace a partir de la necesidad de integración de personas no videntes y disminuidas visuales al mundo de la informática. Los alumnos de una escuela técnica en dicha especialidad, encontraron la posibilidad de brindar desde la misma una respuesta ante un derecho de igualdad en los diferentes ámbitos de la vida de éstas personas, tanto en el ámbito laboral, como en el personal y profesional.
A partir de ésta necesidad específica, comenzaron una actividad de investigación intensiva, sobre la existencia de tecnologías de adaptación para mejorar la calidad de vida de dichas personas. 
Se encontraron con diferentes tecnologías a un costo muy elevado, al cual no todos podrían acceder, evidenciando la no existencia de un teclado convencional expandido bajo el sistema de lectoescritura Braille.
Esto los condujo a la adaptación de un teclado convencional del tipo Qwerty al sistema mencionado anteriormente, por lo que, debido a la falta de conocimientos suficientes, se contactaron con la Escuela de Educación Especial N.º 511 (de la misma zona) para tomar clases de Braille.
Comenzaron con diferentes experimentos para determinar qué material sería el más adecuado, pretendían que este material sea resistente ante el uso continuo de las teclas, pero a su vez, debía ser transparente para poder visualizar la tecla.
En el mes de agosto del año 2005 decidieron presentarse en la Feria Regional de La Matanza(distrito donde se ubica la escuela), para poder juntar firmas con el fin de crear un proyecto de ley que determine que los teclados puedan comercializarse con el sistema braille a similar costo que un teclado sin este sistema. La misma se llevó a cabo en la E.E.M Nº20 los días 29, 30 y 31 de agosto de 2005, en el cual los alumnos de E.E.T n.º 6 fueron elegidos en el primer puesto con el proyecto, en aquel entonces, llamado "Teclas para un amigo". Esto significaba que participaríamos en la Feria Provincial realizada en San Bernardo los días 14,15 y 16 de septiembre del mismo año. 
La recolección de firmas se realizó en la Escuela de Educación Técnica N.º 6 y otras instituciones, llegando a una cantidad aproximada de 700 firmas. 
El proyecto fue destacado por la empresa Microsoft dentro de su programa "neodocentes", por el uso de nuevas tecnologías al servicio de la educación en el aula.
Durante el periodo de vacaciones de verano, el proyecto tuvo un receso, volviendo a retomarlo en el mes de marzo de 2006. Al retomar la actividad escolar, el proyecto tomó nuevos rumbos, implementando un sistema de organización jerárquica creado por el nuevo Director del proyecto Daniel Mauro.
Los objetivos del proyecto se nutrieron de nuevas ideas y con él comenzaron a darle una utilidad específica por la cual fue creado. La Técnica N.º 6 recibe un pedido de la E.E.M N.º 2 para asistir a una alumna no vidente que se encuentra integrada en dicha Institución, accediendo a colaborar con la misma.